# Enderleinellus kelloggi
Enderleinellus kelloggi – gatunek wszy należący do rodziny Enderleinellidae, pasożytujący na wiewiórkowatych, powoduje chorobę wszawicę. Występuje w Ameryce Północnej.
Silnie spłaszczona grzbietowo-brzusznie. Samica składa jaja zwane gnidami, które są mocowane specjalnym „cementem” u nasady włosa. Rozwój osobniczy trwa po wykluciu się z jaja około 14 dni.